# Malla Pert
La malla Pert es utilizada como una herramienta cuantitativa de planificación y control, lo que permite a los administradores contar con un modelo de optimización que entregue la solución óptima de una secuencia de actividades en el tiempo, que deben realizarse para finalizar el plan de acción. También permite al administrador programar un proyecto por adelantado y a la vez calcular el tiempo necesario para completarlo. Como herramienta de control, la Malla Pert facilita las actividades de control, permitiendo la comparación del tiempo real con el planificado.
Observaciones de la malla Pert:
- Antes de comenzar una actividad, todas las actividades deben estar terminadas.
- Todas las flechas deben ir de izquierda a derecha.
- Una vez asignados los tiempos de cada actividad es importante realizar la sumatoria para encontrar la óptima actividad. siempre será usada para seguir tus objetivos.

- Datos: Q5990628